# 癸酉之变
癸酉之变，或稱林清之乱、天理教之乱、天理教起事、八卦教之乱、八卦教起事，指中国清朝嘉庆十八年（1813年）发生的一次天理教（秘密宗教八卦教的一派）頭目林清，買通宦官，組織信徒二百人进攻北京紫禁城的事件。其餘魯、豫各地亦有呼應起事，皆隨即被官兵平定。

## 簡介

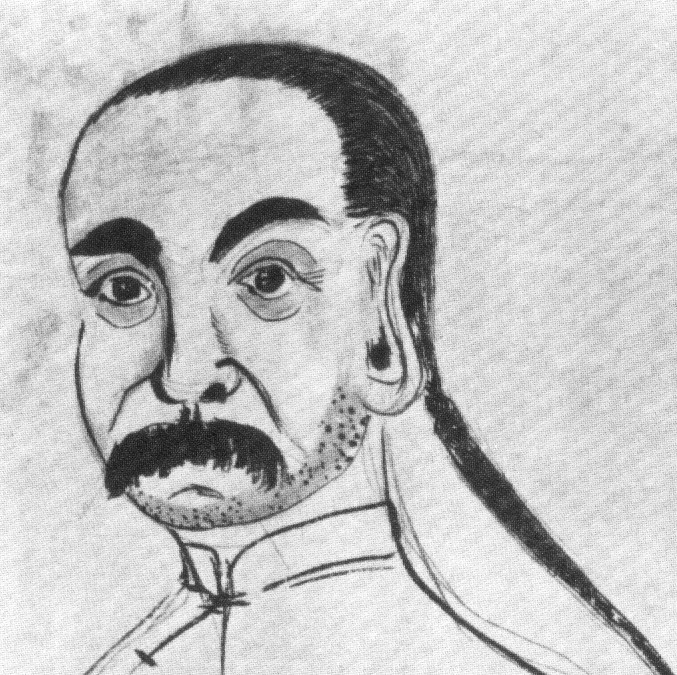
清代的林清畫像

天理教信徒們原本相约嘉庆十八年（1813年）九月十五同時起事，教眾分三路攻掠：林清攻直隸、李文成攻河南，馮克善攻山東。事泄，教徒提前起事，九月初七佔滑县，杀知县强克捷、巡检刘斌，推文成为「大明天顺李真主」，各地教徒響應，克定陶、曹县。
林清則趁嘉庆帝在承德舉行木蘭圍獵，九月十五日，與200名教徒假裝商人，潛入京師，在宮廷宦官劉得財、劉金、張泰、高廣幅、王幅祿、閻進喜、楊進忠等七人爲內應的幫助下，以「順天保民」、「順天开道」等旗號起事，直取紫禁城，攻入东华门、西华门，欲得清廷皇宫中枢。时为皇子的綿宁（即后来的道光帝）取出宮中封禁的火枪，在城樓上击毙两人，貝勒綿志又斃一人，並指揮部隊抵禦。天理教终因力量悬殊，宣告失败。林清被捕后凌遲處死。
官兵追剿李文成，李文成率四千人逃至辉县，被围困，李文成自焚而死。至十二月，欽差大臣那彥成與提督楊遇春完全平定各路亂軍，各首领也被处死。因1813年为癸酉年，故史称「癸酉之变」，清朝方略館奉敕修《欽定平定教匪紀略》記載之。
嘉庆帝因綿宁的功績，加年俸12000兩，封其为智亲王，并将其所持之枪命名为「威烈」。在這事件上立下功勳，成為綿宁能夠獲得帝位（道光帝）的關鍵因素。

## 事後

### 嘉慶罪己詔
朕以涼德，仰承皇考付託，競競業業，十有八年，不敢暇豫。即位之初，白蓮教煽亂四省，黎民遭劫，慘不忍言。命將出師，八年始定，方期於吾赤子永樂昇平。忽於九月初六日，河南滑縣又起天理教匪，由直隸、長垣至山東曹縣，亟命總督溫承惠率兵勦辦。然此事究在千里之外，猝於九月十五日變生肘腋，禍起蕭牆，天理教逆七十餘眾犯禁門，入大內，戕害兵役。進宮四賊，立即綑縛。有執旗上牆之賊欲入養心門，朕之皇次子親執鳥鎗連斃二賊，貝勒綿志續擊一賊，始行退下，大內平定實皇次子之力也。隆宗門外，諸王大臣督率鳥鎗，竭二日一夜之力，勦捕搜拏淨盡矣！我大清國，百七十餘年以來，定鼎燕京，列祖列宗深仁厚澤，愛民如子，聖德仁心奚能屢述。朕雖未能仰紹愛民之實政，亦無害民之虐事。突遭此變，實不可解。總緣德涼愆積，惟自責耳。然變起一時，禍積有日，當今大弊在『因循怠玩』四字，實中外之所同。朕雖再三告誡，⾆敝脣焦，奈諸臣未能領會悠忽爲政，以致釀成漢唐宋明未有之事，較之明季梃擊一案，何啻倍蓗？思念及此，不忍再言矣。予惟躬修省，改過正心，上答天慈，下釋民怨。諸臣若願爲大清國之忠良則當赤心爲國，竭力盡心匡朕之咎，移民之俗；若自甘卑鄙，則當掛冠致仕，了此一身，切忽尸祿保位，益增朕罪。筆隨淚灑，通諭知之。